# Ivan Jordanov
Ivan Orlinov Jordanov (in bulgaro Иван Орлинов Йорданов?; Rakovski, 7 novembre 2000) è un calciatore bulgaro, centrocampista del Ludogorec e della nazionale bulgara.

## Carriera

### Club
Cresciuto nel settore giovanile del Ludogorec, ha esordito in prima squadra il 13 luglio 2019, disputando l'incontro di Părva profesionalna futbolna liga vinto per 2-0 contro il Carsko Selo. Realizza la sua prima rete nella massima divisione bulgara il 4 settembre 2022, nell'incontro vinto per 6-0 contro l'Hebăr Pazardžik.

### Nazionale
Il 26 settembre 2022 ha esordito con la nazionale bulgara, disputando l'incontro vinto per 0-1 contro la Macedonia del Nord, valido per la UEFA Nations League 2022-2023.

## Statistiche

### Presenze e reti nei club
Statistiche aggiornate al 27 settembre 2022.
| Stagione            | Squadra             | Campionato          | Campionato | Campionato | Coppe nazionali | Coppe nazionali | Coppe nazionali | Coppe continentali | Coppe continentali | Coppe continentali | Altre coppe | Altre coppe | Altre coppe | Totale | Totale |
| Stagione            | Squadra             | Comp                | Pres       | Reti       | Comp            | Pres            | Reti            | Comp               | Pres               | Reti               | Comp        | Pres        | Reti        | Pres   | Reti   |
| ------------------- | ------------------- | ------------------- | ---------- | ---------- | --------------- | --------------- | --------------- | ------------------ | ------------------ | ------------------ | ----------- | ----------- | ----------- | ------ | ------ |
| 2017-2018           | Ludogorec II        | 2L                  | 2          | 0          |                 | -               | -               |                    | -                  | -                  |             | -           | -           | 2      | 0      |
| 2018-2019           | Ludogorec II        | 2L                  | 24         | 2          |                 | -               | -               |                    | -                  | -                  |             | -           | -           | 24     | 2      |
| 2019-2020           | Ludogorec II        | 2L                  | 18         | 2          |                 | -               | -               |                    | -                  | -                  |             | -           | -           | 18     | 2      |
| 2020-2021           | Ludogorec II        | 2L                  | 17         | 1          |                 | -               | -               |                    | -                  | -                  |             | -           | -           | 17     | 1      |
| 2021-2022           | Ludogorec II        | 2L                  | 3          | 0          |                 | -               | -               |                    | -                  | -                  |             | -           | -           | 3      | 0      |
| Totale Ludogorec II | Totale Ludogorec II | Totale Ludogorec II | 64         | 5          |                 | -               | -               |                    | -                  | -                  |             | -           | -           | 64     | 5      |
| 2019-2020           | Ludogorec           | 1L                  | 1+1        | 0          | CB              | 1               | 0               | UCL+UEL            | 0                  | 0                  | SB          | 0           | 0           | 3      | 0      |
| 2020-2021           | Ludogorec           | 1L                  | 3          | 0          | CB              | 0               | 0               | UCL+UEL            | 0+2                | 0                  | SB          | 0           | 0           | 5      | 0      |
| 2021-2022           | Ludogorec           | 1L                  | 0          | 0          | CB              | 0               | 0               | UCL+UEL            | 0                  | 0                  | SB          | 0           | 0           | 0      | 0      |
| 2022-2023           | Ludogorec           | 1L                  | 7          | 1          | CB              | 0               | 0               | UCL+UEL            | 2+2                | 0                  | SB          | 0           | 0           | 11     | 1      |
| Totale carriera     | Totale carriera     | Totale carriera     | 76         | 6          |                 | 1               | 0               |                    | 6                  | 0                  |             | 0           | 0           | 83     | 6      |

### Cronologia presenze e reti in nazionale
| Cronologia completa delle presenze e delle reti in nazionale ― Bulgaria | Cronologia completa delle presenze e delle reti in nazionale ― Bulgaria | Cronologia completa delle presenze e delle reti in nazionale ― Bulgaria | Cronologia completa delle presenze e delle reti in nazionale ― Bulgaria | Cronologia completa delle presenze e delle reti in nazionale ― Bulgaria | Cronologia completa delle presenze e delle reti in nazionale ― Bulgaria | Cronologia completa delle presenze e delle reti in nazionale ― Bulgaria | Cronologia completa delle presenze e delle reti in nazionale ― Bulgaria |
| Data                                                                    | Città                                                                   | In casa                                                                 | Risultato                                                               | Ospiti                                                                  | Competizione                                                            | Reti                                                                    | Note                                                                    |
| ----------------------------------------------------------------------- | ----------------------------------------------------------------------- | ----------------------------------------------------------------------- | ----------------------------------------------------------------------- | ----------------------------------------------------------------------- | ----------------------------------------------------------------------- | ----------------------------------------------------------------------- | ----------------------------------------------------------------------- |
| 26-9-2022                                                               | Skopje                                                                  | Macedonia del Nord                                                      | 0 – 1                                                                   | Bulgaria                                                                | UEFA Nations League 2022-2023 - 1º turno                                | -                                                                       | 90+3’                                                                   |
| 24-3-2023                                                               | Sofia                                                                   | Bulgaria                                                                | 0 – 1                                                                   | Montenegro                                                              | Qual. Euro 2024                                                         | -                                                                       | 85’                                                                     |
| 17-6-2023                                                               | Kaunas                                                                  | Lituania                                                                | 1 – 1                                                                   | Bulgaria                                                                | Qual. Euro 2024                                                         | -                                                                       | 46’                                                                     |
| 7-9-2023                                                                | Plovdiv                                                                 | Bulgaria                                                                | 0 – 1                                                                   | Iran                                                                    | Amichevole                                                              | -                                                                       |                                                                         |
| Totale                                                                  |                                                                         | Presenze                                                                | 4                                                                       |                                                                         | Reti                                                                    | 0                                                                       |                                                                         |

## Palmarès

### Club

#### Competizioni nazionali
- Campionato bulgaro: 5

Ludogorec: 2019-2020, 2020-2021, 2021-2022, 2023-2024, 2024-2025
- Coppa di Bulgaria: 2

Ludogorec: 2022-2023, 2024-2025
- Supercoppa di Bulgaria: 4

Ludogorec: 2021, 2022, 2023, 2024